# Magari paisjärv
Magari paisjärv (paisjärv = Baggersee oder künstlicher See), oder Magari järv (järv = See) ist ein künstlicher See in Kanepi im Kreis Põlva auf dem estnischen Festland. Durch den See fließt der Bach Ahja jõgi. Am Ufer des 0,8 Hektar großen Sees liegt das Dorf Magari und 45 Kilometer entfernt liegt der 3555 km² große Peipussee (Peipsi-Pihkva järv).